# Хотел Зеленгора (Крагујевац)
Хотел „Зеленгора” у Крагујевцу је хотел са три звездице. Један је од најстаријих хотела у Србији. Налази се у самом центру града, у старом градском језгру. Саградио га је 1884. године Милован Гушић, пешадијски капетан прве класе у српској војсци, трговац, добротвор и задужбинар. Хотел је по оснивању носио име по свом оснивачу „Гранд хотел Гушић”.

## Историја
Зграда хотела „Зеленгора” једно је од свега неколико сачуваних репрезентативних здања из друге половине 19. века у Крагујевцу. Ово је један од најстаријих крагујевачких хотела, који је по свом завештачу у прошлости носио име „Гранд хотел Гушић”. 
Хотел је 1884. године подигао пешадијски капетан прве класе Милован Гушић. Био је то изузетно репрезентативан хотел за одабрану варошку клијентелу. Имао је кафану, покривену башту са позорницом за гостовања позоришних, музичких и варијететских трупа и простран хол са рецепцијом. Посетиоци овог хотела били су варошки трговци, банкари, адвокати, професори, власници занатских и индустријских предузећа, општински чиновници, вође политичких партија и странака у вароши, песници, сликари, отмен и боемски свет.
У периоду између два рата хотел „Гушић” држао је хотелијер Никола Михаиловић. Он је у просторијама хотела организовао забаве, балове и игранке који су били добро посећени. Угледу овог хотела допринели су, између осталог, изузетно пријатан амбијент, добра кухиња и музичке групе које су се смењивале. Уз првокласну услугу, овде су се, поред домаћих, гостима почела нудити и страна јела и пића. У хотелу су приређиване позоришне представе и концерти. Пространу салу хотела закупљивала су различита удружења и организације, али и имућнији појединци, како би у њој организовали забаве.

## Хотел данас
Хотел „Зеленгора” је хотел са три звездице. Од када је саграђен неколико пута је реновиран, а посљедњи пут 2002. године, када је прилагођен потребама савремених гостију. Зграда хотела задржала је првобитне архитектонске одлике, али је понуда модернизована у савременом духу. Здање хотела, саграђено и украшено у стилу с краја 19. века, савршено се уклапа у амбијентално окружење старе крагујевачке вароши.
Хотел се налази у самом централном градском језгру, на крају улица Иве Лоле Рибара и Светозара Марковића. У близини је главних градских саобраћајница, а непосредно је окружен пешачким зонама, што га чини погодним за госте који траже брзу и лаку комуникацију.
Хотел је данас у власништву Миленка Марјановића. Располаже са 31 собом и два апартмана, а од 2012. у хотелу постоји ресторан италијанске кухиње.

## Награде
Године 2002. хотел је добио награду Туристички цвет за најбољи хотел у Србији. Ово признање додељује Туристичка организација Србије.